# Живи влакна
Живи влакна (Nematomorpha, на гръцки: nema – „косъм“ и morphe – „форма“) са предимно водни безгръбначни животни. Срещат се и с алтернативното име Gordiacea.

## Устройство
Живите влакна са червеи с цилиндрично и сегментирано тяло обвито с кутикула, на което се проектират участъци с папили. Тялото достига дължина 30 - 40 cm, а дебелината му е едва 2 - 5 mm. Под телесната стена се намира псевдоцелом, който при някои видове е изпълнен с паренхим наречен мезенхим. Храносмилателната система при ларвите е дегенерирала, а храната се поема с повърхността на тялото. Възрастните форми не се хранят. Липсва дихателна, кръвоносна и отделителна система. Нервната система е представена от нервен кръг около хранопровода и върви в коремната област.

## Жизнен цикъл
Живите влакна са разделнополови животни. Половите жлези са една или две. Имат чифтни полови проводници, които се отварят в клоака. Снасят във вид на шнурове милиони яйца. Яйцата се излюпват след 15 - 80 дни. Ларвите паразитират в два гостоприемника. Първите са ларви на насекоми, а вторите ракообразни и насекоми. Обикновено ларвата се инцистира върху растения или повърхност на хранителен продукт и заедно с него бива погълната от гостоприемника. В него обвивката се разтваря, ларвата навлиза в телесната празнина и се храни с тъканите на гостоприемника. Накрая пробива тялото и се превръща във възрастен индивид. Пълният цикъл на развитие продължава около 18 месеца.

## Екология
Живите влакна обитават предимно сладководни и по-рядко соленоводни басейни. Има и сухоземни видове. Не са опасни за хората и другите гръбначни животни защото не паразитират в тях. Наличието им в сладководни басейни е доказателство за чистотата на водата.
Живите влакна са разпространени навсякъде включително и в България. Възрастните живеят в малки сладководни басейни. Продължителността на живота им е едва 2 - 4 седмици. Лесно се откриват кълба (гордиеви възли) от чифтосващи се възрастни вплетени помежду си.

## Произход и систематика
Неясен е произхода на живите влакна, но по своите белези се доближават до кръглите червеи. Вероятно са произлезли от тях.
Типът включва 326 вида систематизирани в 2 класа:
- Nectonematoida – включва едва 4 морски вида от род Nectonema. Ларвата им паразитира в ракообразни.
- Gordioidea – включва 20 рода сладководни вида. Ларвите паразитират у насекоми, паякообразни и многоножки.